# 太平角公园站
太平角公园站，位于中华人民共和国山东省青岛市市南区香港西路太平角公园地下，是青岛地铁3号线的地铁车站。

## 沿革

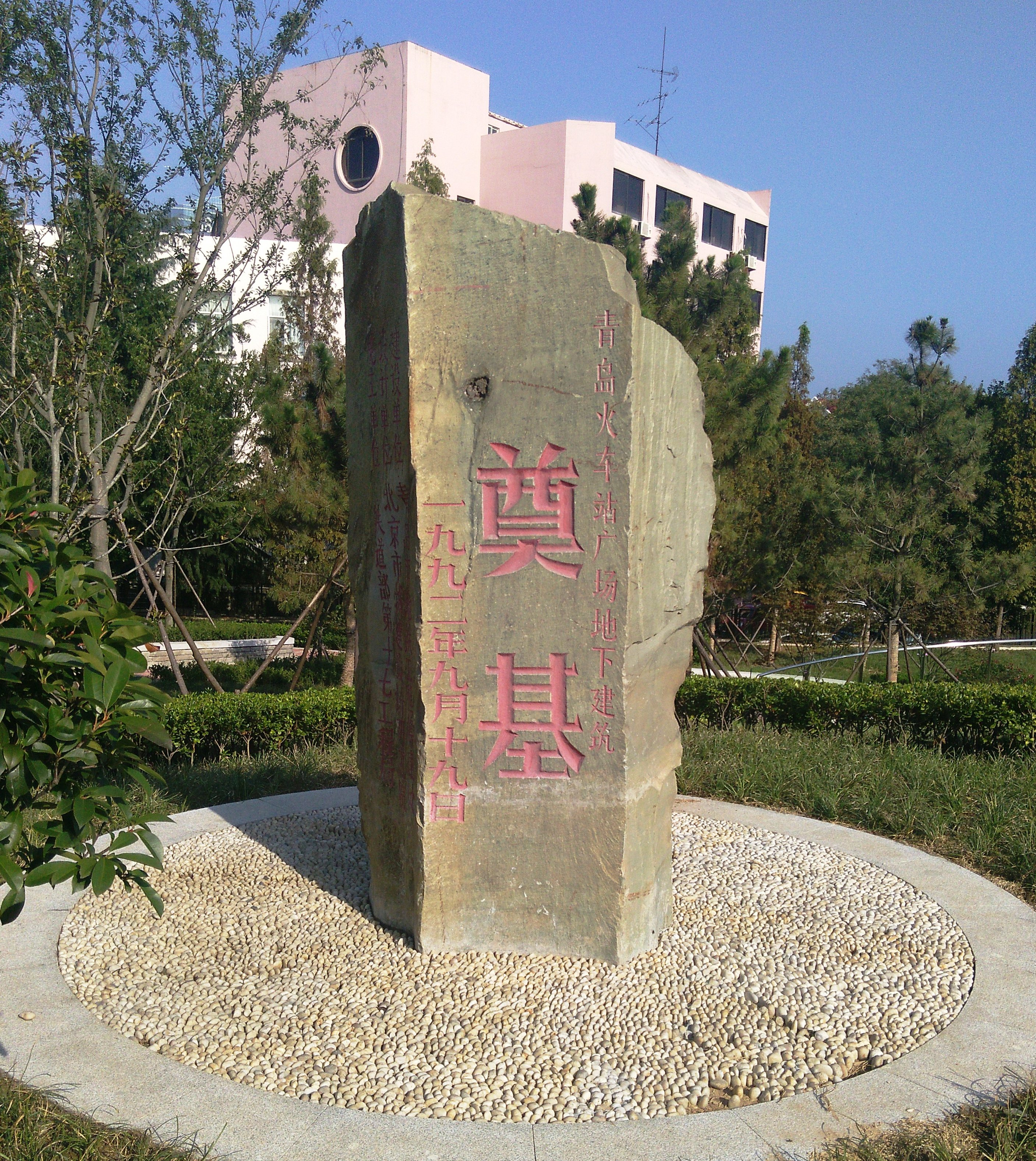
青岛地铁奠基石

- 2009年11月30日，青岛地铁一期工程正式奠基，地铁车站土建开始。
- 2016年12月18日，青岛地铁3号线全线通车，太平角公园站正式启用，开通初期曾括号加注副站名一疗。
- 2019年，因副站名冠名单位更名，副站名一疗一词被取消。

## 车站结构

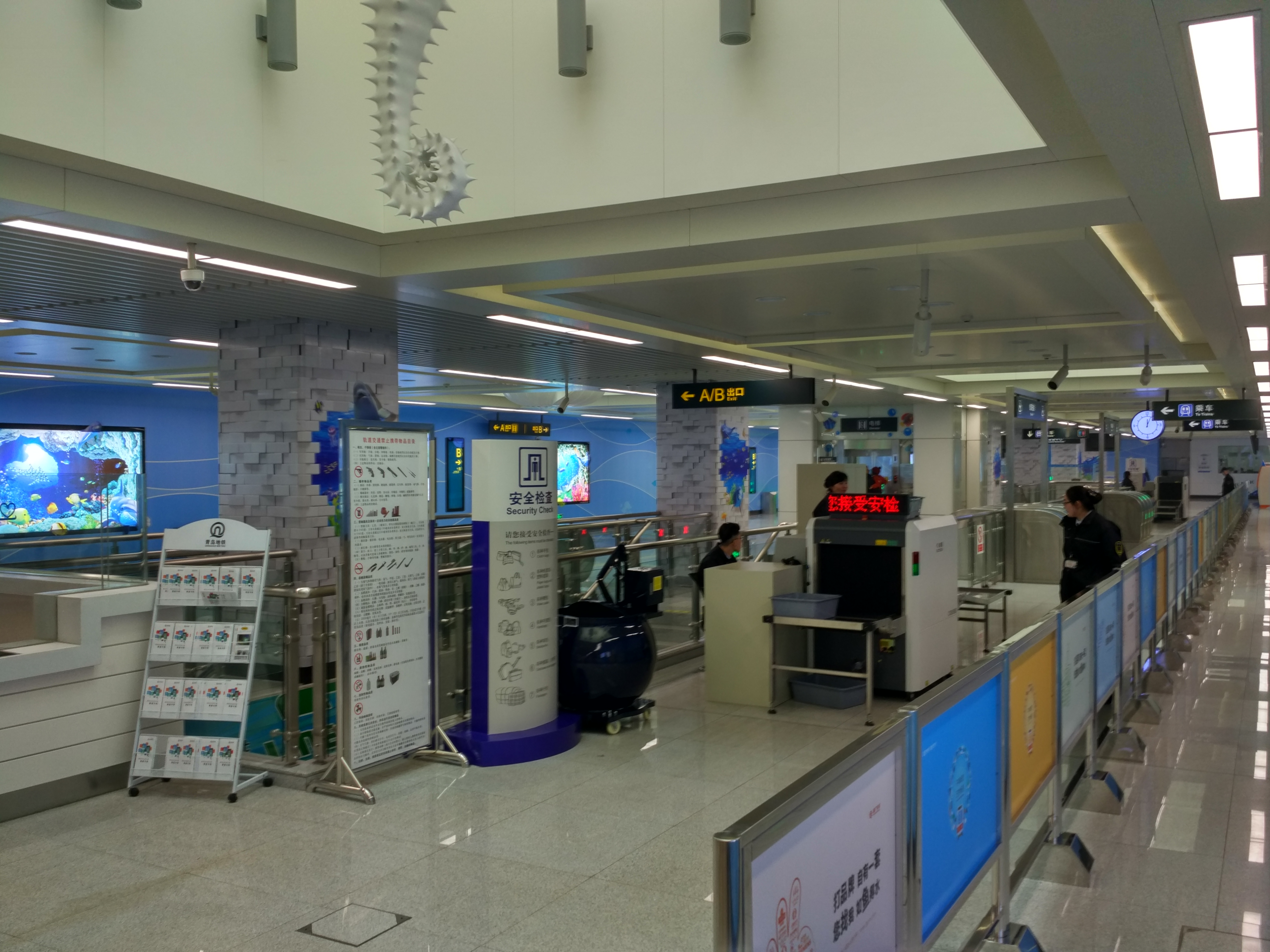
太平角公园站站厅

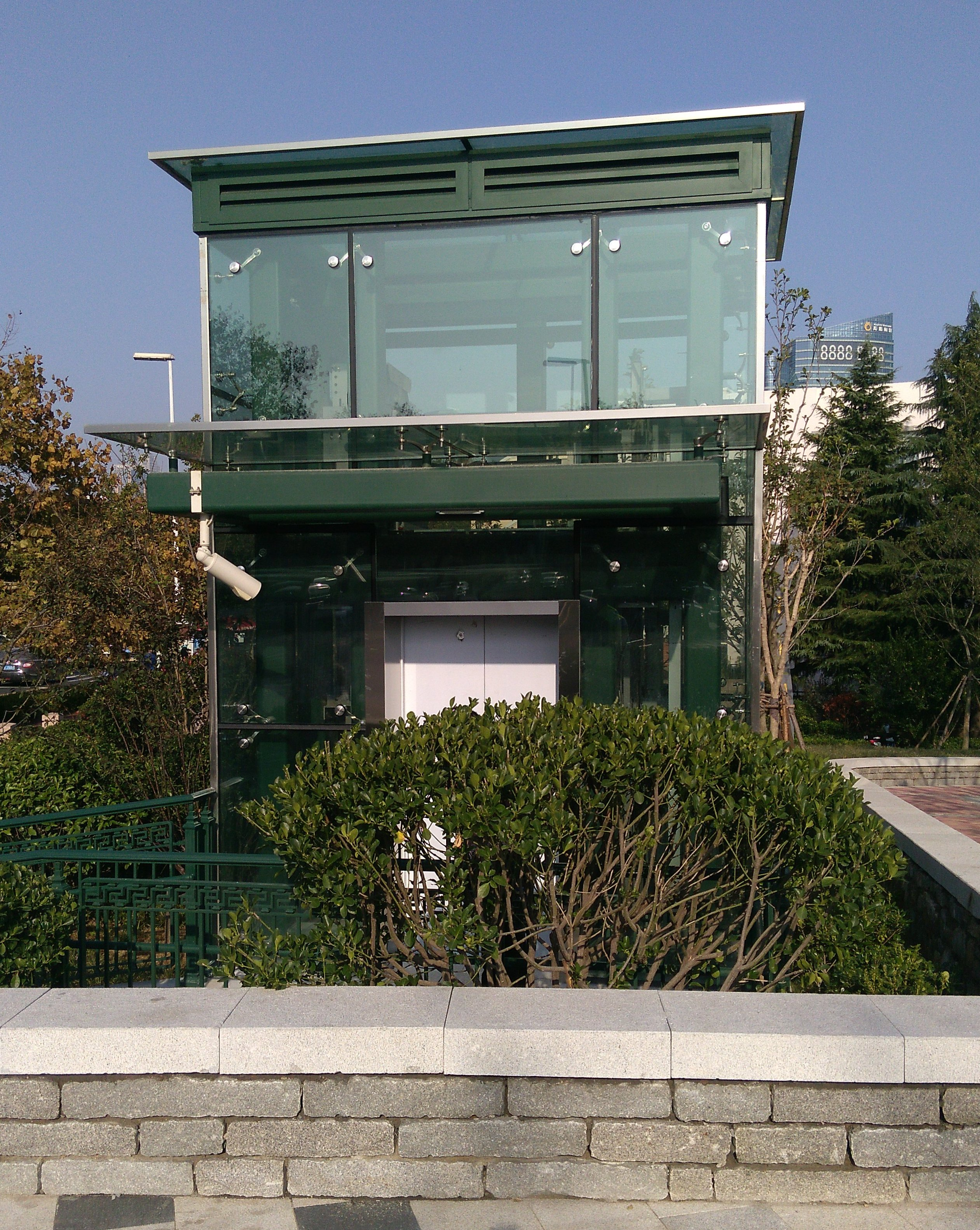
A1出入口直梯

地铁3号线经过此站时为东西方向，沿香港西路（路南）伸展。
车站为地下二层岛式站台车站，车站总长179.5米、标准段总高20.2米，站厅宽17.4米、长84.1米、面积1463.34平方米，站台宽10米、有效长120米、面积1200平方米。
车站主体采用明挖法施工，设2个出入口、2组风亭、1个消防出入口，分别位于香港西路南北两侧。

### 楼层
| G                 | 地面 | 出入口 |
| B1                | 站厅 | 服务中心、自动售票                                                                                          |
| B2                | 站台 | \| \| \| 3号线往青岛站（中山公园） \| \| 島式 · 開左邊车门 \| \| \| \| \| \| 3号线往青岛北站（延安三路） \| |
|                   |      | 3号线往青岛站（中山公园）                                                                                   |
| 島式 · 開左邊车门 |      | |
|                   |      | 3号线往青岛北站（延安三路）                                                                                 |

## 出入口
- ：香港西路南侧，太平角公园北侧
- ：香港西路南侧，太平角公园西北侧
  - 图例： 设有

- 太平角公园站A1口
- 太平角公园站B口

## 公共艺术品
高2.55米、长22.05米的陶瓷壁画和8座采光天井悬挂的8组雕塑，共同组成了《海洋乐园》的主题。作品造型灵感来自青岛海域水生物并附带部分文字说明，体现了艺术品的科普教育功能，画面色调明快清丽，色面和形态微妙变化，8个海洋生物雕塑利用了天井自然光制造了海底世界的错觉。

## 车站周边

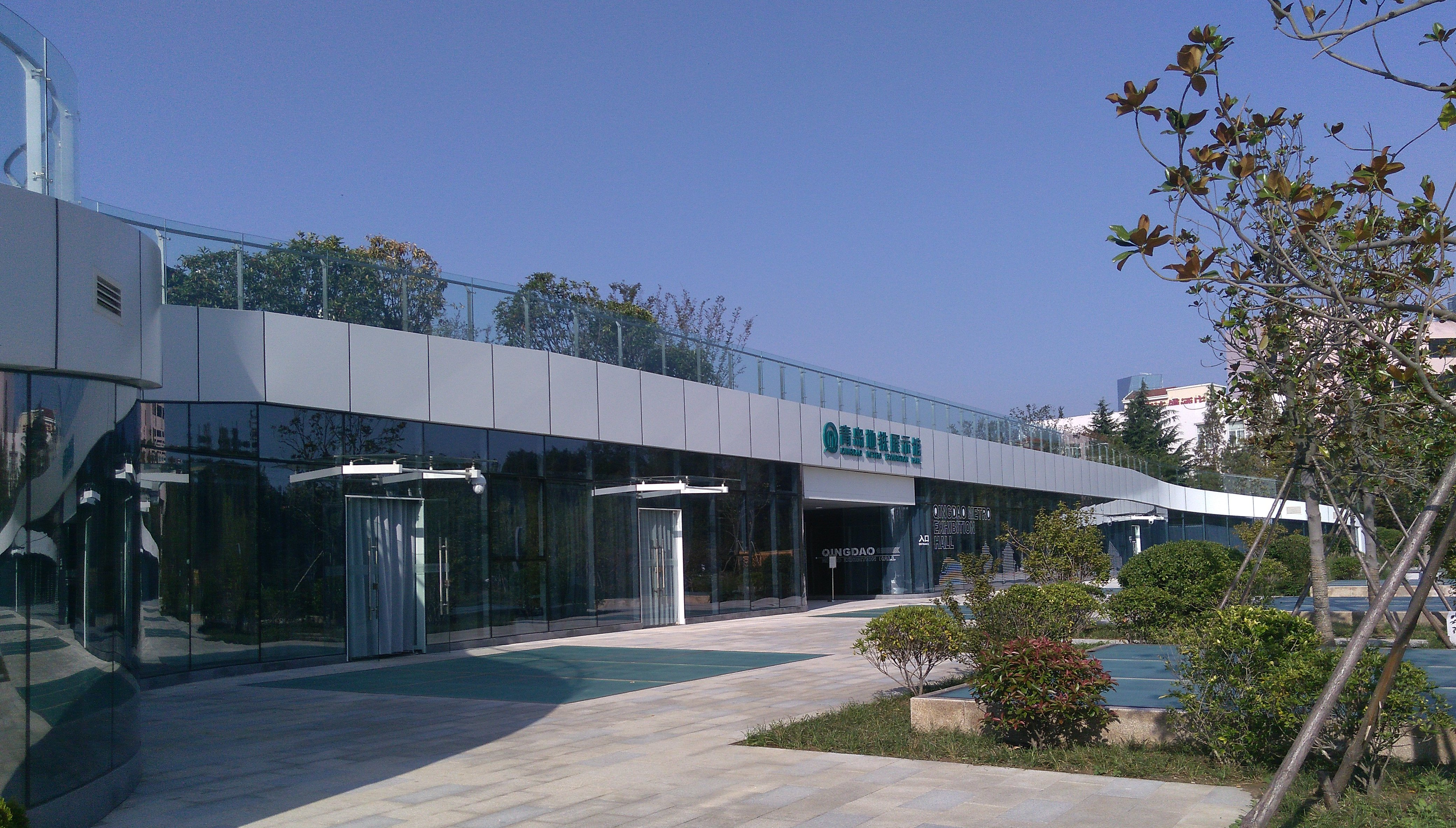
青岛地铁展示馆

太平角公园站坐落于青岛海滨风景区内，南侧为太平角公园，内有青岛地铁展示馆，地铁奠基石设置于一旁的花丛中。距离黄海太平湾最短直线距离约200米。东侧为八大关景区；东南方向约1千米为太平角。

## 换乘
太平角公园站除自身轨道交通性质外，还可实现与市内公交车和出租车的近距离换乘：
- 分布于周边的公交车站，包括以下路线的停靠站点：26、31、202、206、223、228、231、304、311、312、316、317、321、370、468、501、604、605路等。